# Robert Ng'ambi
Robert Ng'ambi (Rumphi, 11 de setembro de 1986) é um futebolista malauiano que atua como meia.

## Carreira
Robert Ng'ambi representou o elenco da Seleção Malauiana de Futebol no Campeonato Africano das Nações de 2010.